# Тиррено — Адриатико
Тиррено — Адриатико (итал. Tirreno-Adriatico) — профессиональная шоссейная многодневная велогонка по дорогам Италии между побережьями Тирренского и Адриатического морей. Традиционно проводится в начале сезона и считается главной репетицией для спринтеров перед Милан — Сан-Ремо. Соревнование также часто называют "гонкой двух морей".

## История
Гонка была основана в 1966 году велосипедным клубом из Лацио Forze Sportive Romane. Поскольку в то время все престижные итальянские велогонки проводились в Северной Италии, многодневка была названа Три дня Юга (итал. Tre Giorni del Sud). Маршрут первого выпуска гонки состоял из трёх этапов. Гонщики стартовали 11 марта 1966 года в Риме, а финишировали двумя днями позже в Пескаре. Победу в общем зачёте одержал итальянец Дино Зандегу. В 1967 году второй выпуск многодневки состоял уже из пяти этапов. Победу сумел завоевать другой итальянец — Франко Битосси.
В 1970-е годы молодая гонка стала отличным местом для подготовки к монументальной классике «Милан — Сан-Ремо», которая проводиться через неделю после финиша Тиррено — Адриатико. Бельгийский специалист классических гонок Роже Де Вламинк монополизировал гонку, победив шесть раз подряд с 1972 по 1977 год. После доминирования Де Вламинка гонка стала ареной соперничества между иконами итальянского велоспорта: Джузеппе Саронни и Франческо Мозером. Обоим генеральный зачёт гонки покорился дважды.
С 1984 по 2001 год гонка выросла до события, которое проходило в течение шести-восьми этапов, а маршрут этапов переместился ближе к северной Центральной Италии. Швейцарский специалист «разделки» Тони Ромингер и датчанин Рольф Сёренсен дважды выигрывали гонку в 1990-х годах.
С 2002 года маршрут Тиррено — Адриатико состоял из семи этапов, начинаясь с Тирренского побережья на западе Италии, и заканчиваясь в Сан-Бенедетто-дель-Тронто на Адриатическом побережье. В 2005 году гонка была включена в календарь первого сезона ПроТура UCI, но была деклассирована в 2008 году, поскольку организатор гонки RCS Sport снял все проводимые под своей эгидой гонки из календаря ПроТура. С 2011 года многодневка проводиться в рамках Мирового тура UCI.
В последние годы маршрут гонки регулярно включает в себя горные этапы в Апеннинах, и многие генеральщики, в том числе главные фавориты на победу в трёхнедельных стартах, используют её в качестве подготовки к гранд-турам.
С 2005 по 2007 годы гонка входила в календарь ПроТура UCI, в 2008-2010 годах в Мировой календарь UCI. С 2011 года проводиться в рамках Мирового Тура UCI.
Рекорд побед в гонке принадлежит бельгийцу Роже де Вламинку, который побеждал в генеральной классификации шесть раз подряд — с 1972 по 1977 год.

## Маршрут

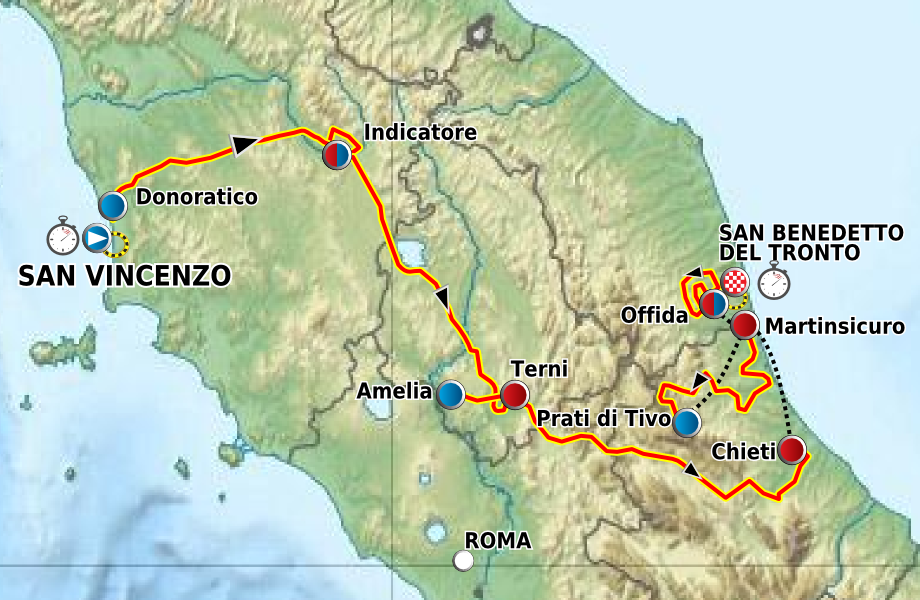
Маршрут гонки в 2012 году

В первые годы Тиррено — Адриатико часто начиналась недалеко от Рима и даже Неаполя. Начиная с 1990-х годов, гонка обычно стартовала на морских курортах тосканского побережья Тирренского моря, прежде чем пересечь "позвоночник" итальянского полуострова к его восточному побережью на Адриатическом море. Семь дней гонки включали несколько этапов для спринтеров, один-два этапа для горняков и по крайней мере один этап для панчеров.
В последние годы гонка начинается в среду с короткой командной разделки или пролога. Далее следуют этапы для спринтеров и этап, заканчивающийся в короткий подъём на вершине холма. Вторая половина маршрута — горные этапы с длинными и зачастую крутыми подъёмами. Заканчивается гонка во вторник в Сан-Бенедетто-дель-Тронто, провинция Асколи-Пичено.

## Трофей и лидерские майки

Логотип юбилейной 50-й гонки в 2015 году

С 2010 года победитель общего зачёта Тиррено — Адриатико награждается большим позолоченным трезубцем — оружием, связанным с Нептуном, римским богом моря. Согласно формату маршрута "от побережья до побережья" он официально именуется Sea Master Trophy. В дни, предшествующие гонке, трофей торжественно поднимается из Тирренского моря дайверами итальянской береговой охраны. В соответствии с морской тематикой, майка лидера генеральной классификации синего цвета.

## Призёры

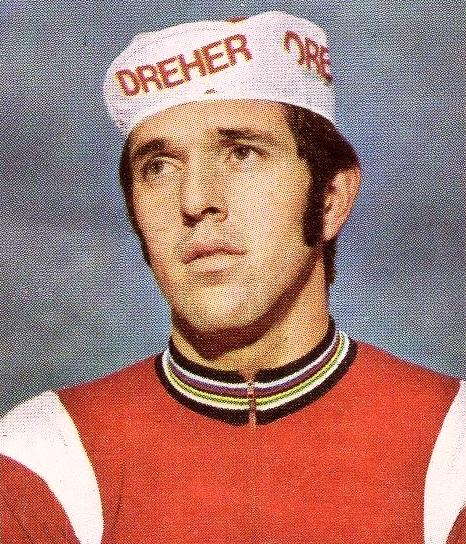
Роже де Вламинк шестикратный победитель

| Год  | Победитель           | Второй                | Третий                  |
| ---- | -------------------- | --------------------- | ----------------------- |
| 1966 | Дино Зандегу         | Вито Такконе          | Рольф Маурер            |
| 1967 | Франко Битосси       | Кармине Прециози      | Вито Такконе            |
| 1968 | Клаудио Микелотто    | Итало Зильоли         | Руди Альтиг             |
| 1969 | Карло Чиаппано       | Алберт Ван Влирбергхе | Джузеппе Феззарди       |
| 1970 | Антон Хаубрехтс      | Итало Зильоли         | Феличе Джимонди         |
| 1971 | Итало Зильоли        | Жорж Пинтенс          | Марчелло Бергамо        |
| 1972 | Роже Де Вламинк      | Йосеф Фукс            | Томас Петтерссон        |
| 1973 | Роже Де Вламинк      | Франс Вербек          | Йёста Петтерссон        |
| 1974 | Роже Де Вламинк      | Кнут Кнудсен          | Симоне Фраккаро         |
| 1975 | Роже Де Вламинк      | Кнут Кнудсен          | Владимиро Паницца       |
| 1976 | Роже Де Вламинк      | Эдди Меркс            | Джанбаттиста Баронкелли |
| 1977 | Роже Де Вламинк      | Франческо Мозер       | Джузеппе Саронни        |
| 1978 | Джузеппе Саронни     | Кнут Кнудсен          | Франческо Мозер         |
| 1979 | Кнут Кнудсен         | Джузеппе Саронни      | Джованни Баттальин      |
| 1980 | Франческо Мозер      | Альфонс Де Вольф      | Данте Моранди           |
| 1981 | Франческо Мозер      | Раньеро Гради         | Марино Амадори          |
| 1982 | Джузеппе Саронни     | Джерри Кнетеманн      | Грег Лемонд             |
| 1983 | Роберто Визентини    | Джерри Кнетеманн      | Франческо Мозер         |
| 1984 | Томми Прим           | Эрих Мехлер           | Роберто Визентини       |
| 1985 | Йоп Зутемелк         | Акасио да Силва       | Штефан Муттер           |
| 1986 | Лучано Работтини     | Франческо Мозер       | Джузеппе Петито         |
| 1987 | Рольф Сёренсен       | Джузеппе Калькатерра  | Тони Ромингер           |
| 1988 | Эрих Мехлер          | Тони Ромингер         | Рольф Сёренсен          |
| 1989 | Тони Ромингер        | Рольф Гёльц           | Шарли Мотте             |
| 1990 | Тони Ромингер        | Зенон Яскула          | Жиль Делион             |
| 1991 | Эрминио Диас Сабала  | Федерико Джотто       | Рауль Алькала           |
| 1992 | Рольф Сёренсен       | Рауль Алькала         | Фабиан Йекер            |
| 1993 | Маурицио Фондриест   | Андрей Чмиль          | Стефано Делла Санта     |
| 1994 | Джорджо Фурлан       | Евгений Берзин        | Стефано Коладж          |
| 1995 | Стефано Коладж       | Маурицио Фондриест    | Дмитрий Конышев         |
| 1996 | Франческо Казагранде | Александр Гонченков   | Джанлука Пьянегонда     |
| 1997 | Роберто Петито       | Джанлука Пьянегонда   | Беат Цберг              |
| 1998 | Рольф Ерман          | Франко Баллерини      | Йенс Хеппнер            |
| 1999 | Микеле Бартоли       | Давиде Ребеллин       | Стефано Гарцелли        |
| 2000 | Абрахам Олано        | Ян Хрушка             | Хуан Карлос Домингес    |
| 2001 | Давиде Ребеллин      | Габриэль Коломбо      | Майкл Богерд            |
| 2002 | Эрик Деккер          | Данило Ди Лука        | Оскар Фрейре            |
| 2003 | Филиппо Поццато      | Данило Ди Лука        | Руджеро Марцоли         |
| 2004 | Паоло Беттини        | Оскар Фрейре          | Эрик Цабель             |
| 2005 | Оскар Фрейре         | Алессандро Петакки    | Данило Хондо            |
| 2006 | Томас Деккер         | Йорг Якше             | Алессандро Баллан       |
| 2007 | Андреас Клёден       | Ким Кирхен            | Александр Винокуров     |
| 2008 | Фабиан Канчеллара    | Энрико Гаспаротто     | Томас Лёфквист          |
| 2009 | Микеле Скарпони      | Стефано Гарцелли      | Андреас Клёден          |
| 2010 | Стефано Гарцелли     | Микеле Скарпони       | Кэдел Эванс             |
| 2011 | Кэдел Эванс          | Роберт Гесинк         | Микеле Скарпони         |
| 2012 | Винченцо Нибали      | Крис Хорнер           | Роман Кройцигер         |
| 2013 | Винченцо Нибали      | Крис Фрум             | Альберто Контадор       |
| 2014 | Альберто Контадор    | Наиро Кинтана         | Роман Кройцигер         |
| 2015 | Наиро Кинтана        | Бауке Моллема         | Ригоберто Уран          |
| 2016 | Грег Ван Авермат     | Петер Саган           | Боб Юнгельс             |
| 2017 | Наиро Кинтана        | Роан Деннис           | Тибо Пино               |
| 2018 | Михал Квятковский    | Дамиано Карузо        | Герайнт Томас           |
| 2019 | Примож Роглич        | Адам Йейтс            | Якоб Фульсанг           |
| 2020 | Саймон Йейтс         | Герайнт Томас         | Рафал Майка             |
| 2021 | Тадей Погачар        | Ваут Ван Арт          | Микель Ланда            |
| 2022 | Тадей Погачар        | Йонас Вингегор        | Микель Ланда            |
| 2023 | Примож Роглич        | Жуан Педру Алмейда    | Тео Гэйган Харт         |
| 2024 | Йонас Вингегор       | Хуан Аюсо             | Джей Хиндли             |
| 2025 | Хуан Аюсо            | Филиппо Ганна         | Антонио Тибери          |

## Рекорд побед

### Индивидуально
| Побед | Гонщик           | Года                               |
| ----- | ---------------- | ---------------------------------- |
| 6     | Роже де Вламинк  | 1972, 1973, 1974, 1975, 1976, 1977 |
| 2     | Джузеппе Саронни | 1978, 1982                         |
| 2     | Франческо Мозер  | 1980, 1981                         |
| 2     | Рольф Сёренсен   | 1987, 1992                         |
| 2     | Тони Ромингер    | 1989, 1990                         |
| 2     | Винченцо Нибали  | 2012, 2013                         |
| 2     | Наиро Кинтана    | 2015, 2017                         |
| 2     | Тадей Погачар    | 2021, 2022                         |

### По странам
| Побед | Страна                                                             |
| ----- | ------------------------------------------------------------------ |
| 24    | Италия                                                             |
| 8     | Бельгия                                                            |
| 5     | Швейцария                                                          |
| 4     | Испания                                                            |
| 3     | Нидерланды · Словения                                              |
| 2     | Дания · Колумбия                                                   |
| 1     | Австралия · Германия · Норвегия · Швеция · Польша · Великобритания |